# Ralph Modjeski

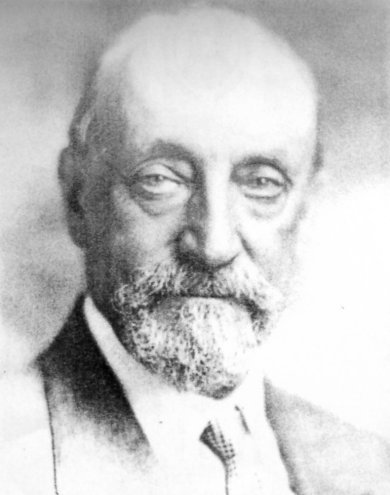
Ralph Modjeski, 1931

Ralph Modjeski (* 27. Januar 1861 als Rudolf Modrzejewski in Bochnia bei Krakau, Österreich-Ungarn; † 26. Juni 1940 in Los Angeles) war ein polnischstämmiger US-amerikanischer Ingenieur, der vor allem für seine Brücken bekannt wurde.

## Leben
Rudolf Modrzejewski war unehelicher Sohn von Helena Modrzejewska, einer bekannten Theaterschauspielerin und Gustav Sinnmayer (bzw. Gustaw Zimajer), einem Freund der Familie. Mit 15 Jahren ging er mit seiner Mutter in die USA. Ihr Ehemann Karol Chłapowski versuchte eine Orangenplantage in Anaheim aufzubauen, sie siedelten sich in San Francisco an. Dort änderte Helena auf Rat von John Edward McCullough seinen Namen in Ralph Modjeski.
Zum Studium ging er 1881 nach Paris, wo er 1885 als Jahrgangsbester an École Nationale des Ponts et Chaussées abschloss. Danach begann er für George S. Morison zu arbeiten.
1885 kehrte er nach Amerika zurück und heiratete die polnischstämmige Felicie Benda, mit der er drei Kinder hatte. 1931 heiratete er Virginia Mary Giblyn. Bis zu seinem Tod pflegte er Kontakte zu der alten Heimat.
Modjeski war an verschiedenen Projekten, besonders an zahlreichen Brücken, in den USA beteiligt. 1893 eröffnete er das Ingenieurbüro Modjeski and Nickerson in Chicago. Sein erstes Projekt als selbständiger Chefingenieur war die Government Bridge über den Mississippi zwischen Rock Island in Illinois und Davenport, Iowa. 
Im August 1887 nahm er die amerikanische Staatsbürgerschaft an.
1907 übernahm er die Bauleitung der fehlkonstruierten Québec-Brücke, nachdem 75 Arbeiter bei einem Unfall auf der Baustelle verunglückten. Sie ist bis heute die längste Ausleger-Fachwerkbrücke der Welt.
Ralph Modjeski wird als „Amerikas größter Brückenbauer“ gewürdigt. Er erhielt viele Auszeichnungen, u. a. im Jahre 1930 die John-Fritz-Medaille. 1925 wurde er in die National Academy of Sciences gewählt.
Das Büro Modjeski and Masters existiert bis heute.
Er starb am 26. Juni 1940 in Los Angeles, Kalifornien.
Zu seinen Ehren erhielt die Weichselbrücke bei Fordon im heutigen Bydgoszcz, die im Zweiten Weltkrieg zerstört und anschließend bis 1956 von Polen wieder aufgebaut wurde, 2008 den Namen Rudolf-Modrzejewski-Brücke.

## Wichtige Projekte
Chef-Ingenieur
- Government Bridge (1896)
- Thebes Bridge (1905)

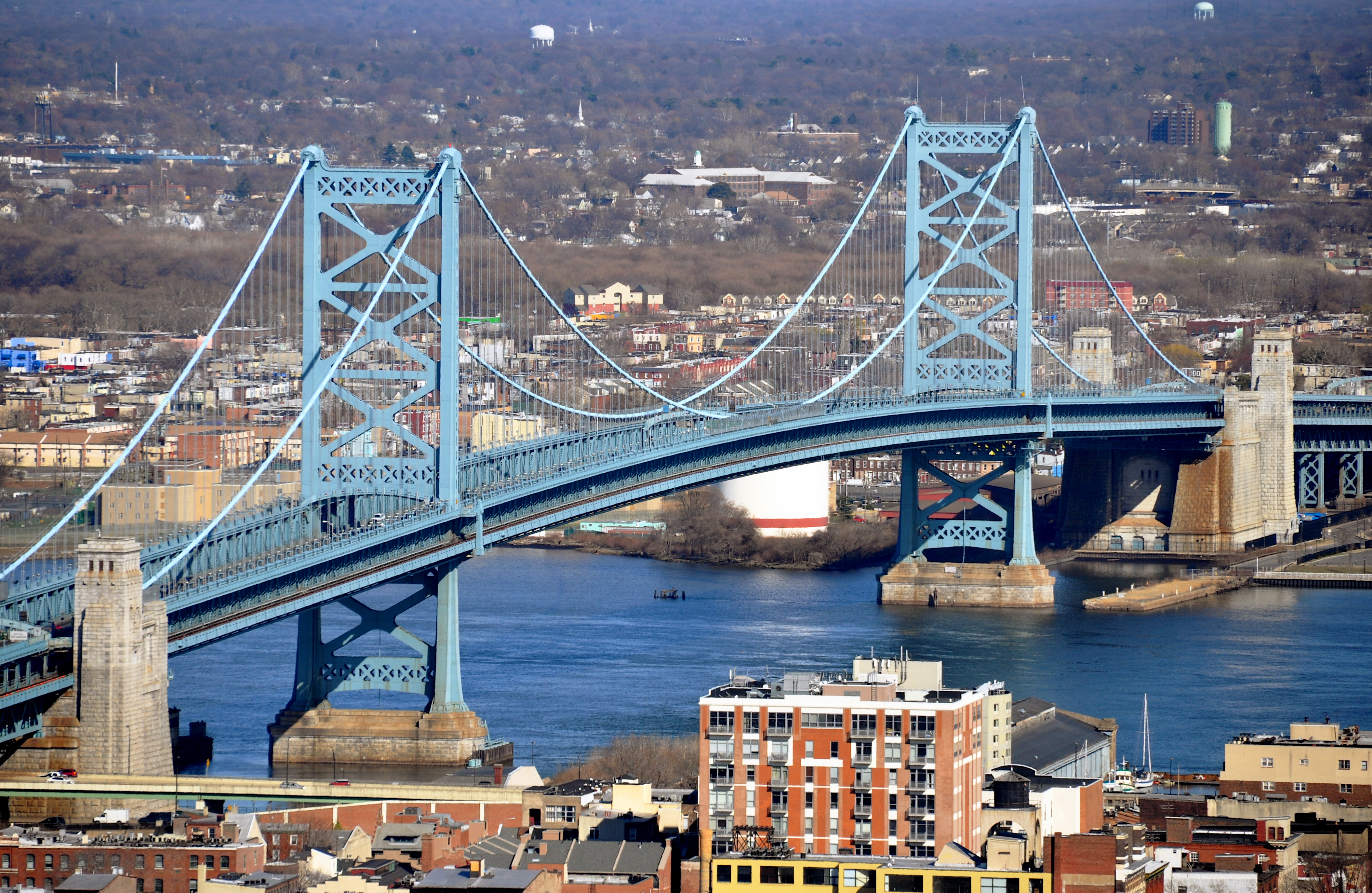
Benjamin Franklin Bridge über den Delaware bei Philadelphia

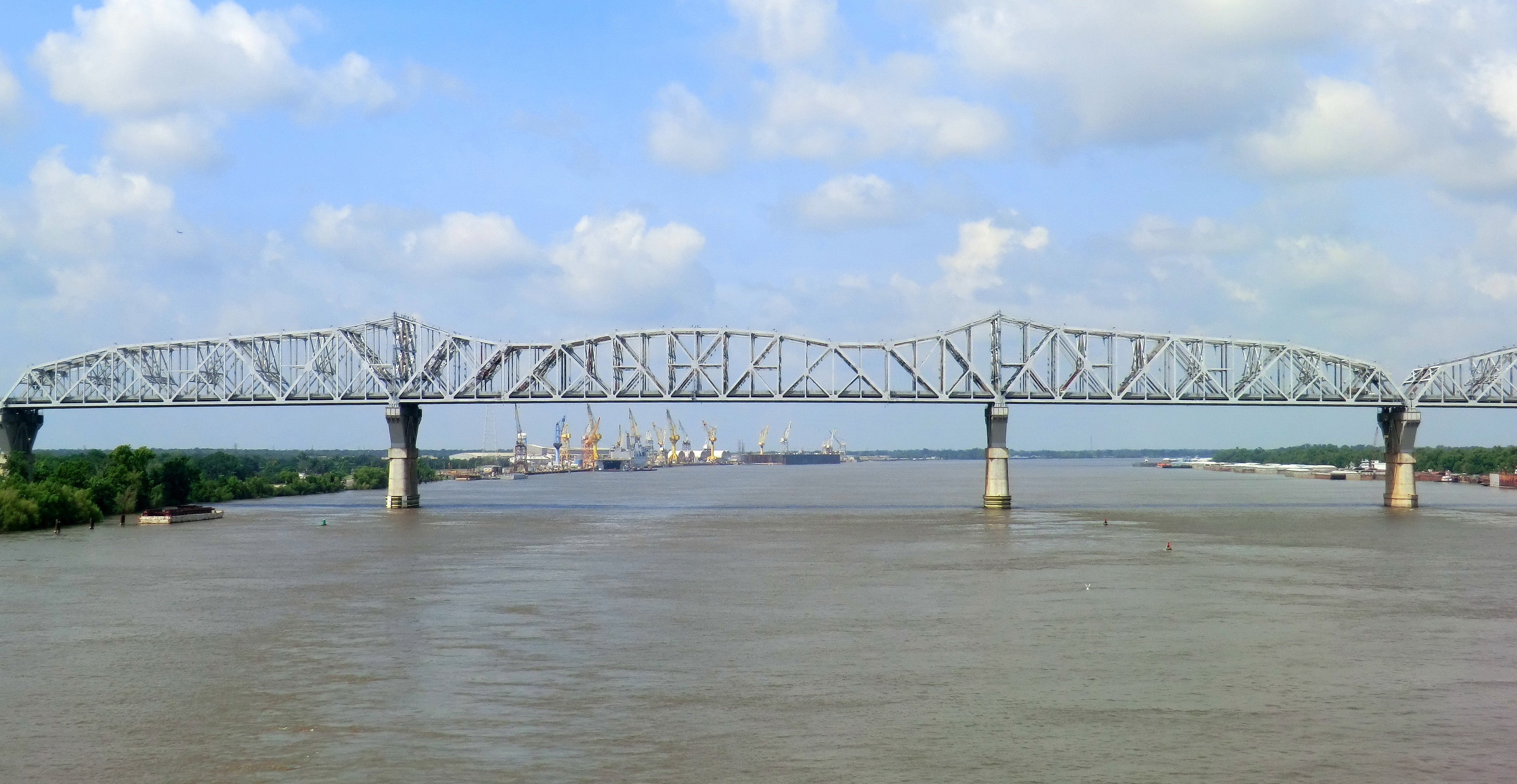
Huey P. Long Bridge über den Mississippi bei New Orleans

- Crooked River Railroad Bridge (1911)
- Oregon Trunk Rail Bridge (1912)
- Harahan Bridge (1916)
- Keokuk Municipal Bridge (1916)
- Benjamin Franklin Bridge (1926)
- Tacony–Palmyra Bridge (1929)
- Mid-Hudson Bridge (1930)
- Huey P. Long Bridge (1935)

Beteiligter Ingenieur
- Frisco Bridge (1892)
- Manhattan Bridge (1909)
- Market Street Bridge (1928)
- Ambassador Bridge (1929)
- San Francisco-Oakland Bay Bridge (1936)